# Pianeta (astrologia)
Il significato di pianeta in astrologia è diverso che in astronomia, poiché oltre alle sue caratteristiche fisiche e matematiche, come l'orbita e altre proprietà calcolabili, di esso viene considerato l'aspetto qualitativo e il significato simbolico.

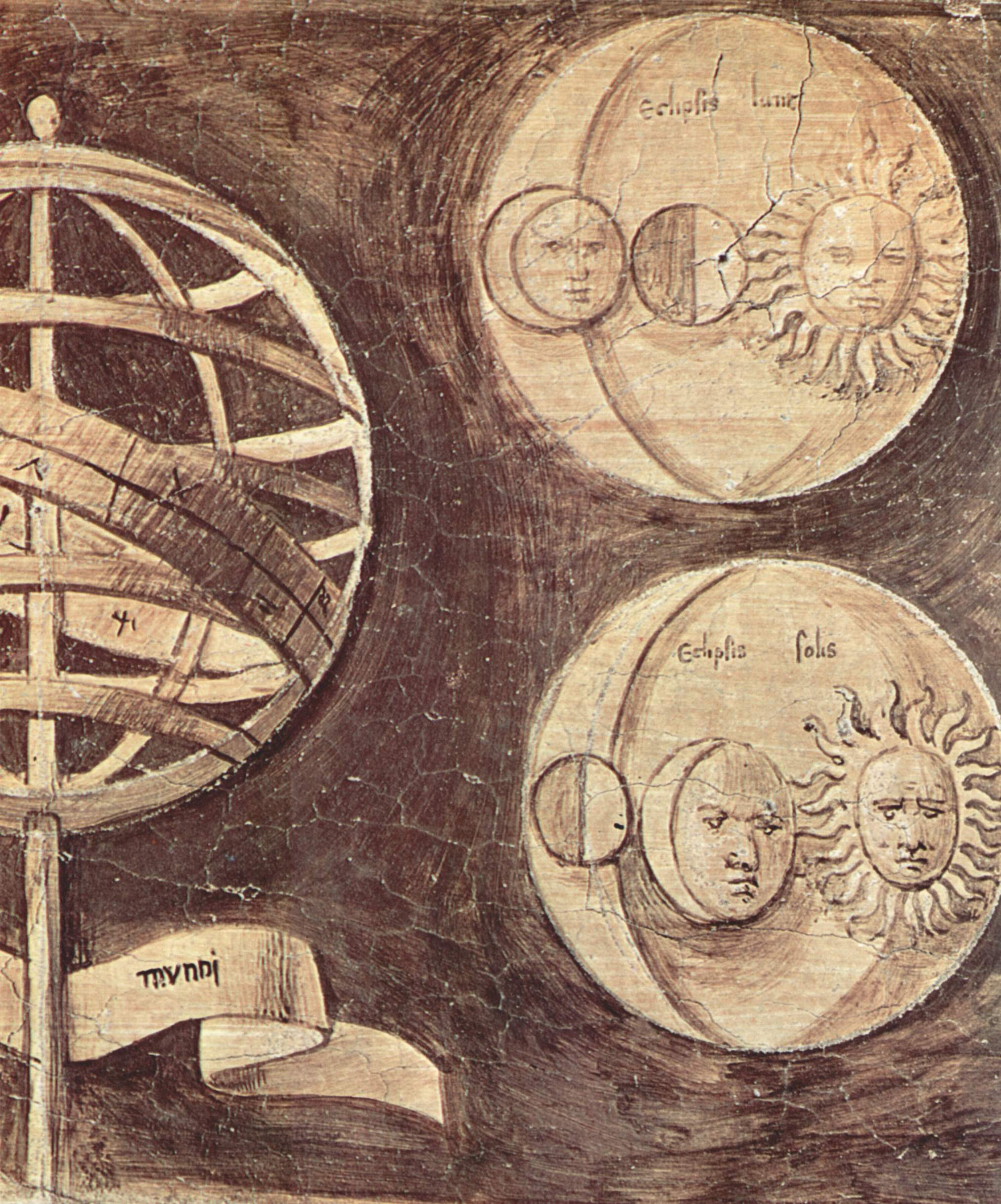
Una sfera armillare e due tondi sovrapposti raffiguranti la Luna, la Terra e il Sole (Giorgione, dettaglio dal fregio delle arti liberali e meccaniche, Casa Pellizari a Castelfranco Veneto)

## I pianeti e il loro numero
Il termine indica non solo i pianeti veri e propri del Sistema solare (Mercurio, Venere, Marte, Giove, Saturno, Urano, Nettuno) e il pianeta nano Plutone, ma anche il Sole e la Luna, denominati luminari, mentre non è considerato pianeta la Terra essendo l'analisi astrologica basata sul geocentrismo.
Nell'astrologia classica, fino alla scoperta di Urano compiuta da William Herschel nel 1781, i pianeti usati nell'analisi astrologica erano solo sette.
Alcune scuole astrologiche come quella di Lisa Morpurgo basano la propria teoria su un sistema di dodici pianeti, di cui due ritenuti ancora da identificare e chiamati temporaneamente X-Proserpina (da non confondere col pianeta X teorizzato dagli astronomi di fine Ottocento ecc.) e Y.
Dopo la scoperta del pianeta nano Eris e di altri pianetoidi come Sedna sono nati dibattiti sull'opportunità o meno di considerarli nell'analisi astrologica. In particolare alcuni studiosi di scuola morpurghiana ritengono estremamente plausibile la corrispondenza di Eris con il primo transplutoniano X-Proserpina.
Alcune scuole aggiungono asteroidi come Cerere, e soprattutto Chirone, planetoide transuraniano scoperto nel 1977 e utilizzato da astrologi di scuola relazionale.

## Uso nella stesura dell'oroscopo
I pianeti percorrono in senso anti-orario il cerchio zodiacale, quello che Dante definiva obliquo e sul quale essi si muovono attratti dalla Terra, per soddisfare le sue esigenze ed offrirle i loro influssi e significati:
«Vedi come da indi si dirama

l'oblico cerchio che i pianeti porta,

per sodisfare al mondo che li chiama.»

(Divina Commedia, Paradiso, X, 13-15)

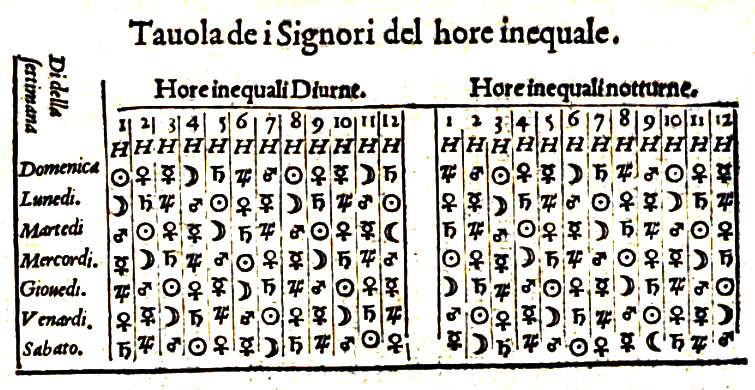
Tavola delle «ore ineguali» o «planetarie» di Egnazio Danti, che associa ogni pianeta al rispettivo giorno della settimana.

Ad ogni pianeta vengono associate alcune caratteristiche peculiari, con diverse sfumature secondo le varie scuole astrologiche. Ad esempio il Sole rappresenta la parte maschile, la ragione e la vitalità, mentre la Luna rappresenta la parte femminile, la ricettività e la capacità di adattamento. Gli altri pianeti, almeno nell'astrologia occidentale, derivano il loro significato dalle corrispettive divinità greco-romane da cui hanno preso il nome. Così Mercurio, il cui dio governava la parola e i commerci, attiene a quella dimensione della vita fatta di relazioni e comunicazioni. Venere è legata alla sfera dell'amore e della pace, mentre Marte a quella della guerra e dell'aggressività. Giove è simbolo di favore, benevolenza, prosperità, mentre Saturno di ostacoli, difficoltà e gravosità.
Ogni pianeta rappresenta in tal modo quello che Jung chiamava archetipo, a cui di volta in volta è associabile un particolare aspetto o elemento della realtà, che diventa così interpretabile oggettivamente in base alla legge dell'analogia, mediante cioè un legame qualitativo e non di tipo causale. Un'eredità di questa attribuzione analogica la si può ritrovare nell'odierna denominazione dei giorni della settimana, in ognuno dei quali si esprime una diversa qualità temporale conoscibile in base al nome del pianeta associato.
Il moto degli astri, sin dall'antichità, era ritenuto portatore di un significato da interpretare finalisticamente, non come semplice meccanismo privo di scopo:
(Platone, Timeo, X)

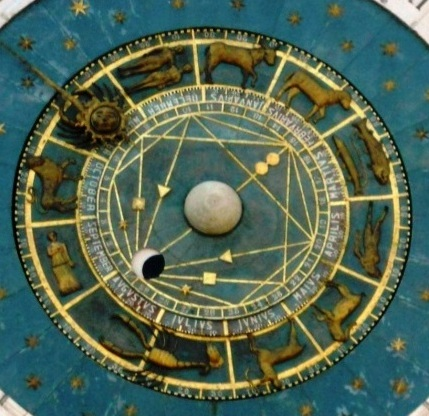
Quadrante dell'orologio astronomico sull'omonima Torre a Padova, che riproduce i moti del Sole, della Luna e dei cinque pianeti

L'attribuzione di un significato finalistico ai fatti e agli eventi della realtà era la stessa che nell'antica Roma rendeva possibile la divinazione basata sull'esame delle viscere degli animali o sul volo degli uccelli. Un esempio peculiare di sistema analogico si ebbe sul finire della tarda antichità nella città di Carre, l'antica Harran, situata nell'attuale Turchia orientale, dove si era diffuso un culto politeista legato ai sette pianeti, forse proveniente da Ur, città della bassa Mesopotamia, che associava ad ogni dio un particolare colore, metallo, e figura geometrica, usati ancora oggi. In essa erano stati eretti sette templi, così intitolati:
- a Saturno, di forma esagonale, costruito in pietra nera, contenente una statua di piombo;
- a Giove, di forma triangolare e di colore verde, con una statua di stagno;
- a Marte, con forma quadrata e di colore rosso, contenente un idolo di ferro;
- al Sole, con forma quadrata e pietre giallo-oro, il cui dio era fatto analogamente di oro;
- a Venere, avente la forma di un triangolo isoscele e di colore turchese, contenente una statua di rame;
- a Mercurio, di forma esagonale e colore verde, la cui statua possedeva una struttura cava riempita con del mercurio;
- alla Luna, avente la forma di un pentagono di colore bianco, contenente una statua d'argento.

La scienza astrologica dei pianeti continuò ad essere esercitata in Occidente adottando simili schemi, e dopo un periodo in cui cadde in disuso nell'alto Medioevo, tornò a prosperare nel Rinascimento, dove grande importanza veniva data allo studio delle analogie.
Mentre infatti il pensiero logico coglieva i rapporti matematici e quantitativi dei pianeti, quello analogico ne coglieva gli aspetti qualitativi ed essenziali, unificandoli con i contenuti di altre discipline come l'alchimia e la numerologia.
Anche Rudolf Steiner, nella sua Scienza occulta, dove descrive l'evoluzione del cosmo e della Terra, intende riferirsi ai pianeti nel loro aspetto spirituale, più che a quello fisico:
(Rudolf Steiner, La scienza occulta nelle sue linee generali [1910], pag. 102, trad. di E. De Renzis ed E. Bataglini, Bari, Laterza, 1947)
Il modo in cui interagiscono i pianeti, ruotando gli uni attorno agli altri e di conseguenza allontanandosi o riavvicinandosi tra loro, è quindi espressione di precise interazioni e reciproche influenze di natura spirituale:
(Rudolf Steiner, La scienza occulta nelle sue linee generali [1910], pag. 96, trad. di E. De Renzis ed E. Bataglini, Bari, Laterza, 1947)

## Simbologia
La simbologia dei pianeti si basa sulla contrapposizione di due principi: il maschile e il femminile, o l'attivo e il passivo, rappresentati rispettivamente dal Sole e dalla Luna. In base alla tripartizione ermetica del corpo umano, il Sole (☉) è associato alla coscienza dello spirito, ossia alla personalità e all'individualità, la Luna invece (☾) è associata all'anima, ossia alla vitalità universale e indifferenziata; vi è infine il corpo fisico, cioè l'aspetto puramente materiale, associato alla Terra ed indicato con una croce (). Con questi tre ideogrammi veniva costruita la simbologia dei sette pianeti conosciuti fin dall'antichità, come si può notare nel seguente schema:
| Pianeti   | Sole  | Luna   | Mercurio        | Venere        | Marte            | Giove            | Saturno             | Urano    | Nettuno | Plutone   |
| Simboli   |       |        |                 |               |                  |                  |                     |          |         |           |
| Domicilio | Leone | Cancro | Vergine Gemelli | Bilancia Toro | Scorpione Ariete | Pesci Sagittario | Capricorno Acquario | Acquario | Pesci   | Scorpione |
| --------- | ----- | ------ | --------------- | ------------- | ---------------- | ---------------- | ------------------- | -------- | ------- | --------- |

Il cerchio con un centro (☉) esprime l'unità e la perfezione significati dal Sole, mentre il semicerchio o la coppa (☾, ☽) indicano la ricettività e l'adattabilità propri della Luna. Il simbolo della Terra invece (), a differenza dei due pianeti luminari, non ricorre mai da solo, essendo la materia incapace di autosostenersi. Mercurio viene costruito con tutti e tre i segni sovrapposti (☿), a formare un'armonia. Venere col simbolo della Terra sormontato dal Sole (♀) indica il predominio della coscienza sulla materia. Marte al contrario (♁) presenta la croce (poi trasformata in una freccia) al di sopra del cerchio (♂), per esprimere il dominio della materia, ma anche come questa dal basso sia mossa dalla coscienza. Giove mostra come l'anima (luna) prevalga sulla materia (♃), mentre in Saturno è la materia a gravare sull'anima (♄).
Gli astrologi sin dall'antichità, sempre secondo la polarità maschile/femminile, hanno assegnato ai pianeti due domicili, uno per il giorno ed uno per la notte, ad eccezione dei due Luminari, che come si può vedere ne hanno uno solo; il Sole infatti, essendo visibile di giorno, si ritene abbia una casa di notte, la Luna al contrario, visibile soprattutto di notte, ha la sua casa nel giorno.